# PHS-PG901
PHS-PG901は、英華達が開発した、大衆電信のPHS方式及びGSM方式の携帯電話である。
PHSでの日本国ローミングとGSM900/1800でのローミングに対応している。

## 歴史
- 2005年12月25日：電気通信端末機器審査協会による技術基準適合認定の設計認証 （設計認証番号A05-0545001）
- 2005年12月26日：テレコムエンジニアリングセンターによる技術基準適合証明の工事設計認証 （工事設計認証番号001JXAA1119）

## 仕様
- 形状：折りたたみ
- サイズ：幅43.8mm×高さ83.0mm×奥行26.0mm
- 重量：約89.5g
- 連続通話時間：約660分
- 連続待受時間：約700時間
- 充電時間：約2時間
- USB充電
- ディスプレイ：CSTN液晶
- カラー：65536色
- サブディスプレイ：OLED
- 着信音：40和音（YAMAHA音源）MIDI/SMF/WAV/MMF/MP3/WMA

## カラーバリエーション
- 白
- 黒